# Diloma bicanaliculata
Diloma bicanaliculata is een slakkensoort uit de familie van de Trochidae. De wetenschappelijke naam van de soort is voor het eerst geldig gepubliceerd in 1844 door Dunker in Philippi.